# چاد داوسون
چاد داوسون (انگلیسی: Chad Dawson؛ زادهٔ ۱۳ ژوئیهٔ ۱۹۸۲) بوکسور اهل ایالات متحده آمریکا است.